# ژئوتکنیک (کتاب)
ژئوتکنیک کتابی از ا. رابرتس با ترجمهٔ محمد دانش است که در سال ۱۳۷۰ منتشر و در مراسم کتاب سال جمهوری اسلامی ایران به‌عنوان کتاب برگزیده معرفی شد.